# Llave Allen

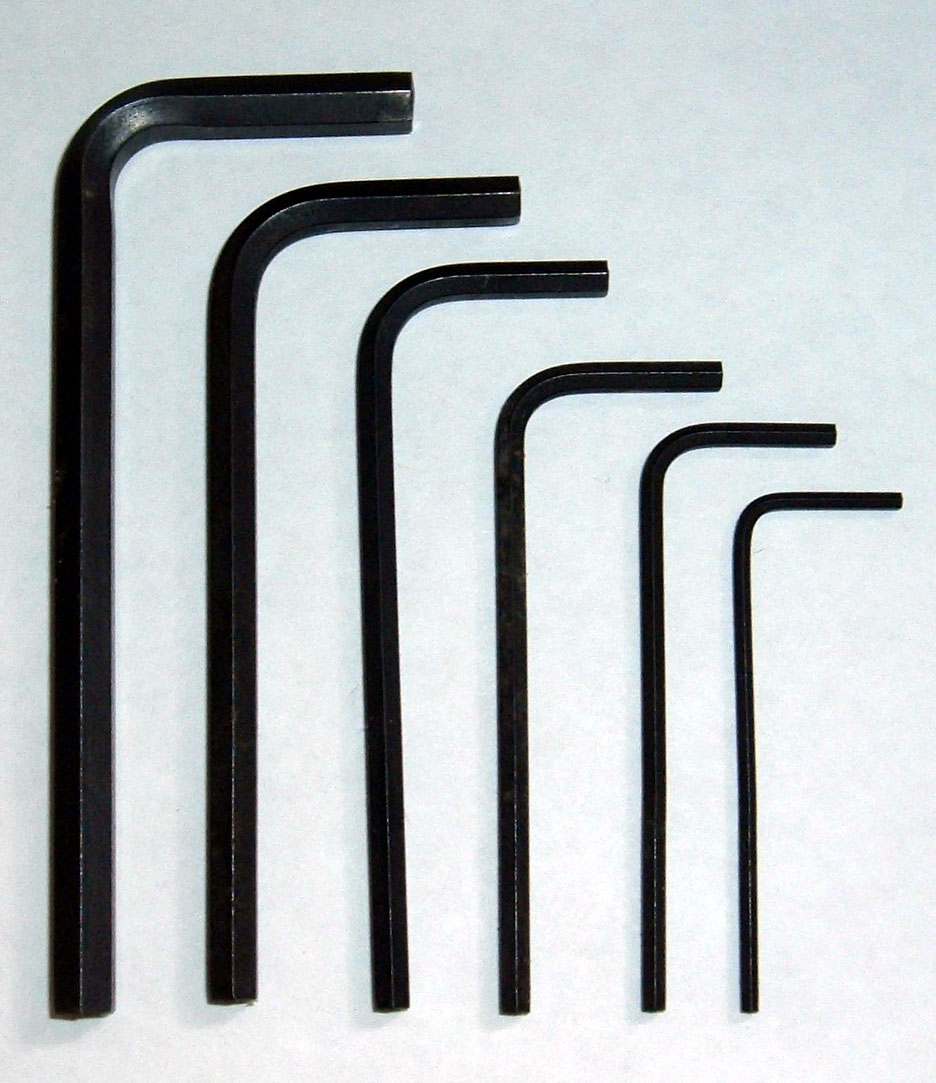
Varias llaves Allen

Tornillos Allen de varias medidas

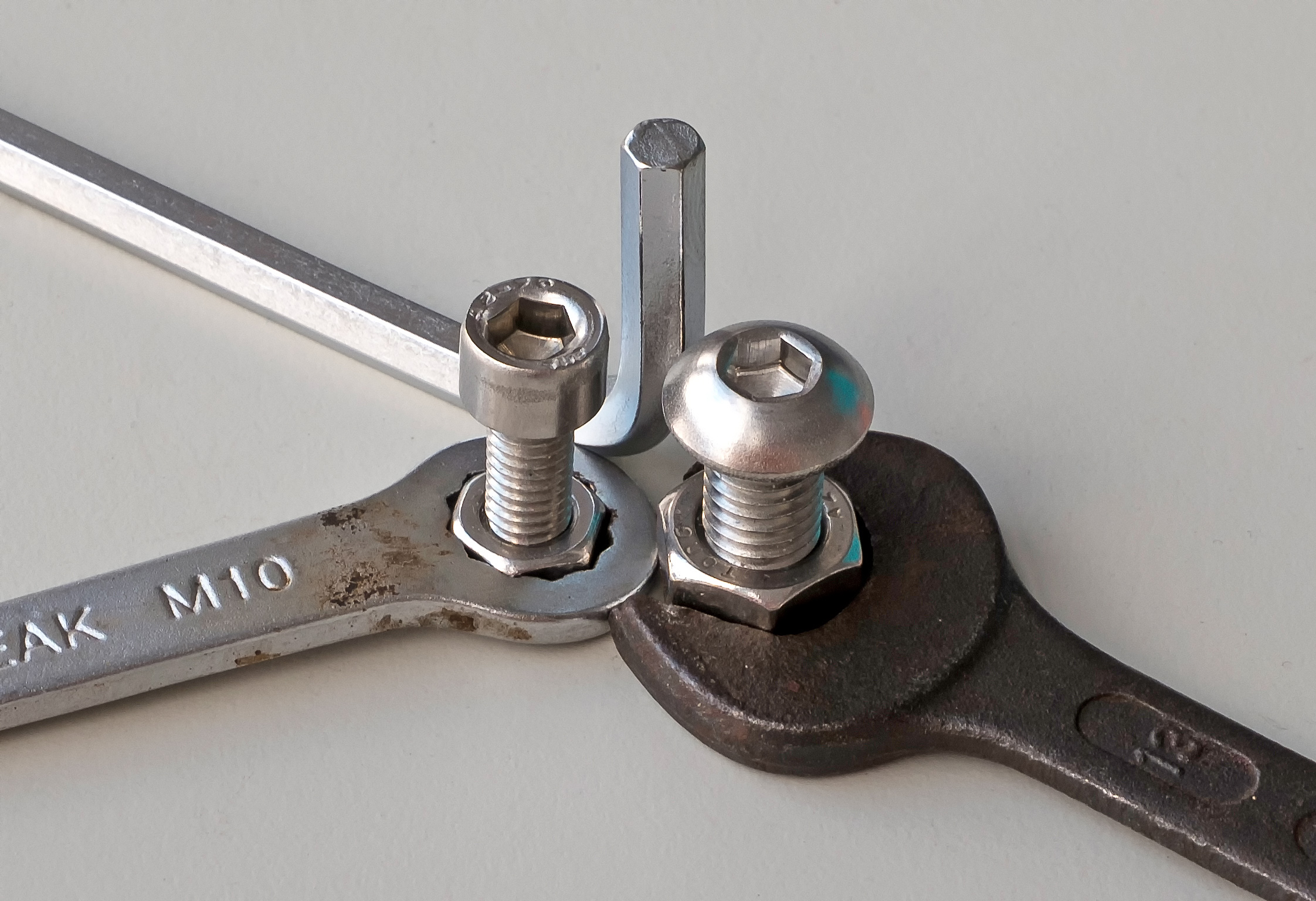
Varias llaves hexagonales: Allen de 5 mm con rosca M6 (tamaño 10) y M8 (llave tamaño 13).

La llave Allen, llave de Bristol o en México como llave L es un tipo de herramienta usada para atornillar los tornillos interior, medida en milímetros, que se diferencia de las whitworth medidas en pulgadas. En comparación con un tornillo resiste mayor par de fuerzas.
Originalmente Allen era una marca registrada de Allen Manufacturing Company en Hartford, Connecticut en 1943. Pero ya en 1936 la compañía Bauer & Schaurte Karcher en Neuss, Alemania, patentó el sistema. Por ello, este sistema se conoce como Inbus (Innensechskantschraube Bauer und Schaurte) en muchas partes del mundo. Esta empresa lo patentó en Alemania y los Países Bajos. En Italia se conoce como brugola, por Egidio Brugola, quien la inventó en 1926.
Normalmente se usa para tornillos prisioneros y tornillos de cabeza cilíndrica con hexágono interior, tanto para tornillos métricos como para tornillos de rosca whitworth.

## Ventajas
Algunas características de este tipo de llave son:
- Diseño simple, pequeño y ligero.
- Las superficies de contacto del tornillo (internas) están protegidas de daños externos.
- Puede usarse con destornilladores o llaves sin cabeza (ayudándose con una llave fija por ejemplo).
- El tornillo puede introducirse en su ranura usando directamente el destornillador (se acoplan perfectamente).
- Hay siete superficies de contacto entre el tornillo y el destornillador.
- El par se reparte por toda la llave.
- Se puede usar con tornillos muy pequeños.
- La fabricación de llaves Allen es muy simple, así que en muchas ocasiones se incluye una junto con los tornillos.

## Tamaños normalizados de llaves hexagonales
Las llaves hexagonales son nombradas por sus distancias entre caras, las medidas normalizadas en milímetros por ISO 2936:2001 son las siguientes: 0,7; 0,9; 1,0; 1,25; 1,3; 1,5; 2 a 6 en incrementos de 0,5 mm, 7 a 22 en incrementos de 1 mm, seguido por 24; 25; 27; 30; 32; 36; 42 y 46 mm.
Las llaves hexagonales métricas son normalmente llamadas con una "M" seguida del tamaño en milímetros, por ejemplo "M8". 
Aparte de la normalización métrica en milímetros, que es usada en todo el mundo, salvo en EE. UU., donde es habitual el uso de la normalización en pulgadas,
Las medidas normalizadas en pulgadas se muestran en la siguiente tabla. 
| Tamaño (pulgadas) | Tamaño aproximado (mm) |
| ----------------- | ---------------------- |
| 0,028             | 0,71                   |
| 0,035             | 0,89                   |
| 0,050             | 1,27                   |
| 1/16              | 1,59                   |
| 5/64              | 1,98                   |
| 3/32              | 2,38                   |
| 7/64              | 2,78                   |
| 1/8               | 3,12                   |
| 9/64              | 3,57                   |
| 5/32              | 3,97                   |
| 3/16              | 4,76                   |
| 1/4               | 6,35                   |
| 5/16              | 7,94                   |
| 3/8               | 9,52                   |
| 7/16              | 11,11                  |
| 1/2               | 12,7                   |
| 9/16              | 14,29                  |
| 5/8               | 15,87                  |
| 3/4               | 19,05                  |
| 7/8               | 22,22                  |
| 1                 | 25,4                   |
| 1 1/4             | 31,75                  |
| 1 1/2             | 38,1                   |

Utilizar una llave en un tornillo cuyo alojamiento es más grande puede causar daño a la herramienta o al tornillo por reducirse la superficie de contacto solo a los vértices. La situación anterior se da generalmente cuando el juego de llaves del que se dispone es métrico y los tornillos en pulgadas o viceversa.